# Hi-Algérie !
Hi-Algérie ! est un moteur de recherche axé sur l'Algérie, plusieurs milliers de pages sont indexées quotidiennement. Hi-Algérie ! est également un portail d'information, où l'on peut trouver l'actualité algérienne, internationale, sportive,vidéos,météo...
Le site a été arrêté le 1er novembre 2010.[réf. nécessaire]